# Jean-Marie Lemerle
Jean-Marie Lemerle – francuski kierowca wyścigowy.

## Kariera
Lemerle rozpoczął karierę w międzynarodowych wyścigach samochodowych w 1981 roku od startów w World Championship for Drivers and Makes, gdzie jednak nie zdobywał punktów. W późniejszych latach Francuz pojawiał się także w stawce 24-godzinnego wyścigu Le Mans oraz FIA World Endurance Championship.